# Pete Muldoon

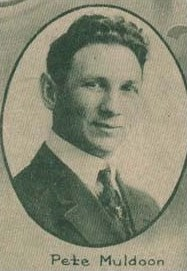
Pete Muldoon

Pete Muldoon (* 1881 als Linton Muldoon Tracy; † 6. März 1929) war ein kanadischer Eishockeytrainer und -funktionär, der während seiner Laufbahn als Cheftrainer die Seattle Metropolitans 1917 zum Stanley-Cup-Sieg führte und 1926 der erste Trainer in der Geschichte der Chicago Black Hawks war.

## Karriere
Pete Muldoon war sportlich vielseitig interessiert und spielte während seiner Jugendzeit neben Eishockey in der Ontario Hockey Association auch Lacrosse bei einem Verein in Vancouver. Außerdem war er als Boxer in den Gewichtsklassen Mittelgewicht und Halbschwergewicht in regionalen Meisterschaften erfolgreich. 1914 begann Muldoon seine Karriere als Eishockeytrainer und wurde von den Portland Rosebuds aus der Pacific Coast Hockey Association engagiert. Im Folgejahr wechselte der Kanadier zu den Seattle Metropolitans. Muldoon führte die Metropolitans mehrmals zum Gewinn der Meisterschaft der PCHA. Der Meister der Pacific Coast Hockey Association war berechtigt gegen den Gewinner der National Hockey Association in einer Finalserie den Stanley-Cup-Sieger auszuspielen. 1917 gelang es den Seattle Metropolitans tatsächlich als erstes Team aus den Vereinigten Staaten den Stanley Cup zu gewinnen.
Nach der Auflösung der Metropolitans im Jahr 1924 kehrte Muldoon nach Portland zurück. Zur Saison 1926/27 wurde er der erste Cheftrainer der Chicago Black Hawks. Nach einer Saison wurde er durch den Besitzer der Black Hawks, Major Frederic McLaughlin, entlassen. McLaughlin glaubte, dass die Black Hawks zum Saisonende den ersten Platz in der American Division belegen würden, doch Muldoon widersprach und meinte, dass die Black Hawks niemals die reguläre Saison auf dem ersten Platz beenden würden. Auf dieser Handlung hin entstand der Muldoon Fluch und dem Team blieb es bis 1967 verwehrt die Regular Season auf dem ersten Platz zu beenden. Nach seiner Entlassung in Chicago kehrte Muldoon nach Seattle zurück und wurde Besitzer der Seattle Eskimos aus der Pacific Coast Hockey League. Außerdem war er dort als Trainer des Teams tätig. Am 6. März 1929 starb Muldoon an einem Herzinfarkt und die Eskimos führten nach seinem Tod die Pete Muldoon Trophy ein.

## Erfolge und Auszeichnungen
- 1917 Stanley-Cup-Gewinn mit den Seattle Metropolitans